# Italia Mia
Dalida Italia Mia è un cofanetto postumo della cantante italo-francese Dalida, pubblicato il 29 aprile 1991 da Carrere.
Questo album riunisce cento quattro brani in lingua italiana interpretati da Dalida durante un periodo che va dal 1958 fino al 1986. Tra questi, sono stati inseriti anche dieci nuovi pezzi inediti, sempre facenti parte del repertorio in italiano dell'artista. 
Esistono due differenti versioni di questo cofanetto: una contenente 7 CD jewel case e un'altra che racchiude 7 musicassette (quest'ultima, oggi, è piuttosto rara da reperire). Entrambe sono corredate di un libretto. 
Con la pubblicazione della raccolta venne anche commercializzato un doppio LP omonimo con venticinque brani estratti dal box.
Per celebrare il ventennale dalla scomparsa della cantante, il 16 novembre 2007 il cofanetto Italia Mia venne riedito dall'etichetta Universal Music France. Vennero aggiunti altri sedici brani in italiano, per un totale di centoventi canzoni in 7 CD card sleeve. La ristampa venne distribuita in tutta Europa. 
In questa edizione sono stati pubblicati due ulteriori brani inediti, oltre ai dieci precedentemente inclusi nell'integrale del 1991. Venne inoltre inserito un nuovo remix del singolo Non andare via, che nella prima pubblicazione del cofanetto (nel 1991) era già presente nella sua versione originale (uscita postuma nell'album Dalida del 1987). 

## CD 1 -Zingaro chi sei
Tracce
1. Uno a te, uno a me (versione in italiano di Les enfants du Pirée)
2. La canzone di Orfeo (versione in italiano de La chanson d'Orphée -  Luiz Bonfá, Antônio Maria, Marcel Camus, François Llenas)
3. Bambino (Guaglione) Giuseppe Fanciulli, Jacques Larue (in francese)
4. Chi mai lo sa
5. Milord - Marguerite Monnot, Georges Moustaki (versione in italiano)
6. O sole mio - Giovanni Capurro, Eduardo Di Capua, Alfredo Mazzucchi
7. Arlecchino gitano - Ardiente, Hubert Giraud
8. Gli zingari (versione in italiano di Les gitans - Leo Chiosso, Pierre Cour, Hubert Giraud)
9. T'amerò dolcemente - Antonietta De Simone, Jacques Plait, André Salvet
10. Chiudi il ballo con me (versione in italiano di Garde-moi la dernière danse)
11. Piove (INEDITO -Jacques Larue,Domenico Modugno, Dino Verde)
12. Come prima (in francese)
13. La pioggia cadrà (versione in italiano di Le jour où la pluie viendra)
14. Pezzettini di bikini (versione in italiano di Itsi bitsi petit bikini - Lee Pockriss, Gian Carlo Testoni)
15. Amore scusami (INEDITO - versione in italiano)
16. Ho trovato la felicità (INEDITO - versione in italiano di Le bonheur vient de me dire bonjour, pubblicato solo nella riedizione 2007)
17. Twist'n twist (versione in italiano de La leçon de twist - pubblicato solo nella riedizione 2007)
18. L'acqua viva (pubblicato solo nella riedizione 2007)

## CD 2 -Pensiamoci ogni sera
Tracce
1. Aranjuez la tua voce
2. Un po' d'amore
3. Dan dan dan - Paolo Dossena, Alberto Lucarelli, Roberto Righini
4. L'ultimo valzer
5. Cominciamo ad amarci
6. Ciao amore, ciao
7. Amo l'amore
8. Pensiamoci ogni sera Gianni Boncompagni, Jimmy Fontana, Carlo Pes
9. Bang bang
10. La danza di Zorba
11. Mama (versione in italiano)
12. Oh lady Mary
13. Ci sono fiori
14. Son tornata da te (versione in italiano di Je reviens te chercher)
15. Voglio che nessuno sappia (INEDITO - pubblicato solo nella riedizione 2007)
16. Entrate amici miei (pubblicato solo nella riedizione 2007)
17. Gli inesorabili (pubblicato solo nella riedizione 2007)

## CD 3 -Quelli erano giorni
Tracce
1. Quelli erano giorni Claudio Daiano, Eugene Ruskin (versione in italiano di Le temps des fleurs)
2. La mia vita è una giostra - Misselvia, Les Reed
3. Lacrime e pioggia (versione in italiano di Rain and Tears degli Aphrodite's Child Boris Bergman, Johann Pachelbel, Vito Pallavicini, Vangelis Papathanassiou)
4. L'aquilone (versione in italiano di Dans la ville endormie)
5. Harlem spagnolo
6. Il venditore di felicità
7. Dolce musica (INEDITO)
8. Ascoltami
9. Devo imparare
10. Senza di te
11. La speranza è una stanza
12. Il mio male sei
13. Piccolo ragazzo
14. Flamenco (versione in italiano)
15. La nostra bimba (INEDITO)
16. Cuore matto (pubblicato solo nella riedizione 2007)
17. Piccolo elefante (pubblicato solo nella riedizione 2007)

## CD 4 -Amare per vivere
Tracce
1. Il silenzio (versione in italiano)
2. Non è casa mia
3. Sola più che mai (versione in italiano di Strangers in the night)
4. Le promesse d'amore
5. Amo
6. Amare per vivere - Jacques Chaumelle, Paolo Dossena, Roberto Gigli, Jean Romuald
7. 24 mila baci
8. Pozzanghere
9. Va da lei
10. Stivaletti rossi
11. L'ora dell'amore
12. Questo amore è per sempre
13. Il sole muore - Sergio Bardotti, Romolo Forlai, Harry Pease, Larry Vincent
14. Un grosso scandalo (versione in italiano di Scandale dans la famille)
15. Scoubidou - Sacha Distel, Pinchi, Maurice Tézé
16. Viva la pappa (versione in francese - pubblicato solo nella riedizione 2007)
17. Stelle di cielo, stelle di mare (versione in italiano di Le sable de l'amour - pubblicato solo nella riedizione 2007)

## CD 5 -La strada dei sogni
Tracce
1. La prima cosa bella (INEDITO)
2. Loro (INEDITO - versione in italiano di Eux)
3. Vai, tu sei libero (INEDITO - versione in italiano di Je ne sais plus)
4. Remember (versione in italiano di Remember… c'était loin)
5. Comprami un juke box
6. Non giocarti dell'amore
7. La strada dei sogni
8. Uomo vivo (versione in italiano di Je me sens vivre)
9. Quando tu dormirai
10. Non mi dire chi sei
11. Nel 2023 (versione in italiano de L'an 2005)
12. Poderoso signore (INEDITO)
13. Non ti pentire mai (INEDITO)
14. Non lo sai
15. Pepe (versione in italiano)
16. I colori dell'amore (versione in italiano di Les couleurs de l'amour - pubblicato solo nella riedizione 2007)
17. El Cordobés (versione in italiano - pubblicato solo nella riedizione 2007)

## CD 6 -Col tempo
Tracce
1. Diciotto anni (versione in italiano di Il venait d'avoir 18 ans -  Roberto Arnaldi, Pascal Auriat, Serge Lebrail, Pascal Sevran)
2. Semplicemente così (versione in italiano di Tout doucement)
3. Non è più la mia canzone (versione in italiano di Ils ont changé ma chanson)
4. La colpa è tua - Piero Ciampi, Gianni Marchetti
5. Tornerai (versione in italiano di J'attendrai)
6. Vedrai vedrai
7. Uomo di sabbia (versione in italiano di Salma ya salama)
8. Mamy Blue - Hubert Giraud, Herbert Pagani
9. Credo nell'amore (versione in italiano de Les choses de l'amour - Paul De Senneville, Michaele, Herbert Pagani)
10. Col tempo (versione in italiano di Avec le temps - Léo Ferré, Enrico Medail)
11. Le parole di ogni giorno (versione in italiano di  Les p'tits mots)
12. Arlecchino
13. Lei, lei - Howard Barnes, Ralph Bernet, Sven Linus, Dante Pieretti
14. Tua moglie (versione in italiano di Ta Femme  - Roberto Arnaldi, Pascal Auriat, Serge Lebrail, Pascal Sevran)
15. Gigi l'amoroso - Roberto Arnaldi, Michaele, Lana Sebastian, Paul Sebastian (versione in italiano)
16. Manuel (versione in italiano - Pubblicato solo nella riedizione 2007 - Roberto Arnaldi, Philippe Renaux, Pascal Sevran)

## CD 7 -Per sempre Dalida
Tracce
1. Mediterraneo (versione in italiano di Soleil)
2. Quando nasce un nuovo amore (INEDITO - versione in italiano di Mourir sur scène)
3. Ciao come stai (versione in italiano di Ne lui dis pas)
4. Danza
5. L'amore mio per te (versione in italiano di La rose que j'aimais - Bill & Buster Mogol)
6. Non andare via (nella riedizione 2007 venne pubblicato in una nuova versione riorchestrata)
7. Tony
8. Prigioniera - Bruno Lauzi, Melanie Safka
9. Cammina cammina (versione in italiano di Mamina)
10. Lady d'Arbanville (versione in italiano)
11. Per non vivere soli (versione in italiano di Pour ne pas vivre seul - Sébastin Balasko, Daniel Faure, Enrico Medail)
12. Sei solo un uomo in più - Paolo Amerigo Cassella, Alberto Cheli, Marco Luberti
13. Aveva un cuore grande come te
14. C'è gente che incontri per strada (versione in italiano di Des gens qu'on aimerait connaître - Marc-Fabien Bonnard, Philippe Bréjan, Herbert Pagani)
15. Darla dirladada - Boris Bergman, Vito Pallavicini, tradizionale (versione in italiano)
16. Ma melo melodia (versione in italiano - pubblicato solo nella riedizione 2007)
17. Jesus kitch (versione in italiano - pubblicato solo nella riedizione 2007)
18. Il piccolo amore (versione in italiano di Le petit bonheur - pubblicato solo nella riedizione 2007)

## Tracce (LP omonimo con 25 brani, uscito nel 1991)

### Disco 1

#### Lato A
1. Uno a te, uno a me
2. T'amerò dolcemente
3. Pezzettini di bikini
4. 24 mila baci
5. Stivaletti rossi
6. Gli zingari

#### Lato B
1. Piove (Ciao ciao, bambina)
2. La prima cosa bella
3. Non è casa mia
4. Cominciamo ad amarci
5. Arlecchino gitano - Paolo Dossena, Shel Shapiro
6. Come prima
7. La pioggia cadrà

### Disco 2

#### Lato C
1. Aranjuez la tua voce
2. Un po' d'amore
3. Dan dan dan
4. L'ultimo valzer
5. Loro
6. Oh lady Mary

#### Lato D
1. Mama
2. Ciao amore, ciao
3. Bang bang
4. Amo l'amore
5. La danza di Zorba
6. Il silenzio